# 北海道道1086号増毛当別線
北海道道1086号増毛当別線（ほっかいどうどう1086ごう ましけとうべつせん）は、北海道増毛町から北竜町・雨竜町・新十津川町を経由して当別町を結ぶ計画であった一般道道（北海道道）である。全線未開通で建設も中止されている（後述）。

## 概要

### 路線データ
- 起点：北海道増毛郡増毛町御料（北海道道94号増毛稲田線交点）
- 終点：北海道石狩郡当別町青山奥四番川（国道451号交点）
- 総延長：0.0km（計画延長29.6km）

### ルート
増毛町と雨竜郡北竜町の境界に近い地点を起点とし、増毛山地の東側を縦断する。当別町と樺戸郡新十津川町の境界に近い地点を終点とする。「暑寒道路」とも呼ばれる前半部分は暑寒別天売焼尻国定公園の区域内を通り、途中の雨竜郡雨竜町国領では道道暑寒別雨竜停車場線と接続する。道路幅は8m（車線幅は5.5m）の2車線道路で、曲線半径は100m以上に設計されている。除雪によって冬季の通行を確保する。恵岱別大橋（全長333m）など12の橋と徳富トンネル（延長2,294m）など4本のトンネルが計画された。

### 建設目的
増毛当別線を建設する主な目的として、次の点が挙げられる。
- 雨竜沼湿原など、暑寒別天売焼尻国定公園へのアクセスルート。
- 増毛町の水産物・農作物の新たな輸送ルート。道道当別浜益港線経由で札幌方面へ。
- 災害等で国道231号が不通になった時の迂回ルート。従来の道道94号もしくは国道233号から国道275号 - 国道451号を経由するルートを短縮する。

### 着工
沿線周辺の自治体からは1987年（昭和62年）より建設の要望があり、1988年度（昭和63年度）に開発道路（北海道開発局所管）に指定され、1989年（平成元年）1月12日には道道の認定を受けた。その後1993年度（平成5年度）に環境影響評価を実施した。動植物への影響を懸念する自然保護団体の声があったものの、特に問題はないとの答申を受けて1994年度（平成6年度）から用地買収を始め、1995年（平成7年）に増毛側から着工した。しかし、予定ルート付近でクマゲラの生息が確認され、調査や環境保全の問題があるとして、1997年（平成9年）より工事は休止した。

### 建設中止
公共事業への批判や財政難の中で、増毛当別線は公共事業見直しの対象になった。北海道開発局事業審議委員会による審議を経て、2004年（平成16年）3月30日に国土交通省から建設中止が発表されている。
建設中止を決めた理由として、次の点が挙げられる。
- 完成までに300億円超の事業費を要することが予想され、その費用対効果が十分に得られないこと。
- 現在までの事業進捗率が3%にとどまっており、進捗状況によっては工事が長期化する恐れがあること。工事を再開しても全線開通は2020年代と見込まれている。その要因として、全線が地すべり地帯であるため対策が必要なこと、積雪によって冬季は工事が中断されること、工事用道路がないために一方向からしか建設できないことなど。
- 1.5車線にするなどコストを縮減した場合、建設目的の効果が現れないこと。
- 国道231号の整備が進み、深川留萌自動車道が建設され一部開通するなど、周辺ルートの利便性が向上したこと。

北海道建設部道路整備課監修の「北海道道路図」（2004年12月現在の版）からは増毛当別線が削除されており、実質廃止に近い状態である。今後、建設中止の決定が覆る可能性は無いといってよく、沿線自治体の要望も2002年度（平成14年度）以降は途絶えている。部分開通もしていないため、まさに幻の道道となった。道道増毛稲田線から、恵岱別大橋の4基の橋台と橋脚が見られる（2005年現在）。

## 歴史
- 1989年（平成元年）1月12日 - 路線認定[1]。

## 参考資料
- 『一般道道 増毛当別線 平成16年3月』 北海道開発局（北海道開発局道路IRサイトより）